# وارم مینرال اسپرینگز (فلوریدا)
وارم مینرال اسپرینگز (به انگلیسی: Warm Mineral Springs) یک حوزه سرشماری در ایالات متحده آمریکا است که در شهرستان ساراسوتا، فلوریدا واقع شده‌است. وارم مینرال اسپرینگز ۶٫۹ کیلومتر مربع مساحت و ۵٬۰۶۱ نفر جمعیت دارد و ۳٫۰۵ متر بالاتر از سطح دریا واقع شده‌است.